# Torre Sur
La Torre Sur (antes conocida como Torre Puerto) es un edificio moderno de oficinas ubicado en el barrio de San Telmo, en la ciudad de Buenos Aires, Argentina.
La torre, diseñada por el estudio Muñoz Rivera y Asociados, comenzó a construirse a fines de la década de 1990, pero la empresa que promovía el proyecto inmobiliario quebró y las obras quedaron paralizadas durante años con la estructura de hormigón armado a la intemperie. Hacia 2005 un nuevo propietario retomó los trabajos y finalizó la instalación del muro cortina en la fachada. El edificio se inauguró ese mismo año.
Tiene dos subsuelos, planta baja y 21 niveles de oficinas de alquiler.